# Ron Feiereisel
Ronald E. "Ron" Feiereisel (Chicago, Illinois, 6 de agosto de 1931- ibídem, 21 de agosto de 2000) fue un jugador de baloncesto estadounidense que disputó una temporada en la NBA. Con 1,90 metros de estatura, lo hacía en la posición de escolta.

## Trayectoria deportiva

### Universidad
Jugó durante tres temporadas con los Blue Demons de la Universidad DePaul, donde promedió 13,7 puntos por partido. Fue el capitán del equipo en sus dos últimas temporadas, siendo elegido en 1953 en el mejor quinteto del torneo regional del Medio Este, y en el tercer equipo All-American para United Press International.

### Profesional
Fue elegido en la decimoctava posición del Draft de la NBA de 1953 por Minneapolis Lakers, donde únicamente llegó a jugar 10 partidos, en los que promedió 3,0 puntos.

## Estadísticas de su carrera en la NBA

### Temporada regular
| Temporada | Edad | Equipo             | Liga | P  | TIT | MIN | TC  | TCA | %TC  | 3P | 3PA | %3P | TL  | TLA | %TL  | R.OF. | R.DEF. | REB | ASIS | ROB | TAP | PER | FP  | PTS |
| 1955-56   | 24   | Minneapolis Lakers | NBA  | 10 |     | 5.9 | 0.8 | 2.8 | .286 |    |     |     | 1.4 | 1.6 | .875 |       |        | 0.6 | 0.6  |     |     |     | 0.9 | 3.0 |
| Total     |      |                    | NBA  | 10 |     | 5.9 | 0.8 | 2.8 | .286 |    |     |     | 1.4 | 1.6 | .875 |       |        | 0.6 | 0.6  |     |     |     | 0.9 | 3.0 |

## Vida posterior
Tras retirarse, cumplió con el servicio militar, y posteriormente se dedicó a la faceta de entrenador, primero en institutos, para posteriormente hacerse cargo en los años 80 durante 4 temporadas del equipo femenino de su universidad, DePaul. Entremedias, desempeñó la función de árbitro, primero en la ABA y posteriormente en la Big Ten Conference de la NCAA.